# 미나모토노 사네아키라

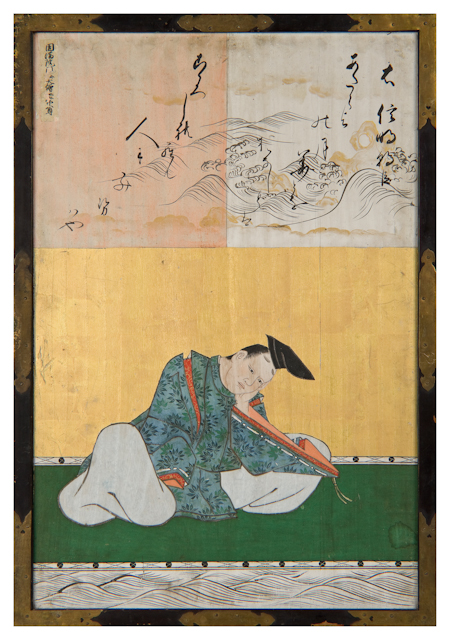
미나모토노 사네아키라 『三十六歌仙額』

미나모토노 사네아키라(일본어: 源信明)은 일본의 36가선중 한명이다.
엔기(延喜|えんぎ)10년 (910년)에 아버지 미나모토노 긴타다(源公忠|みなもとの きんただ) 밑에서 태어났다. 아버지 또한 36가선 중 한명이다. 일생을 헤이안 중기 관인이자 가인으로 보냈다. 아버지가 죽고 난 후엔 조헤이(承平|じょうへい)7년 (937년)에 스자쿠 천황(朱雀天皇|すざくてんのう)의 6위장인(六位蔵人|ろくいのくろうど, 천황의 비서격)을 보임했다. 덴교(天慶|てんぎょう)2년 (939년)에는 식부소승(式部少丞|しきぶそょうぞょう, 문부성대신), 덴랴쿠(天暦|てんりゃく) 원년 (947년)에는 빈고(備後|びんご)의 당주에 임명된다. 이 외에도 많은 관직들을 역임하다가 덴로쿠(天禄|てんろく) 원년 (970년)에 61세의 일기로 숨을 거둔다.
현재는 우다 천황(宇多天皇|うだてんのう) 붕어를 슬퍼하여 쓴 애가(哀歌)와 무라카미 천황(村上天皇|むらかみてんのう)의 명소병풍에 수록된 가사 등이 전해지고 있다. 더불어 36가선중 한명인 시인 나카쓰카사(中務|なかつかさ)와 연인관계로 지낸 듯 보이는 여러 사랑이 담긴 가사들이 또한 전해진다.
고센와카슈(後撰和歌集|ごせんわかしゅう, 후선화가집)에 그의 작품이 정리되어있다.